# فيراكروز (مدينة)
فيراكروز (بالإسبانية: Veracruz، وتنطق بيراكروس بالإسبانية اللاتينية)‏، والمعروفة رسميا باسم إيرويكا فيراكروز Heroica Veracruz، هي مدينة ساحلية رئيسية وبلدية على خليج المكسيك في ولاية فيراكروز المكسيكية. تقع المدينة على الساحل في وسط الولاية، على بعد 90 كم (56 ميل) إلى الجنوب الشرقي من عاصمة الولاية خالابا على طول الطريق السريع الفيدرالي 140.
وهي أكبر مدينة في الولاية من حيث عدد السكان، حيث يبلغ عدد سكانها أكبر من عدد سكان البلدية، حيث يمتد جزء من مدينة فيراكروز إلى بلدية بوكا ديل ريو المجاورة. وفي تعداد عام 2010، بلغ عدد سكان المدينة 554,830 نسمة، 428,323 في بلدية فيراكروز و 126,507 في بلدية بوكا ديل ريو. تم تطوير فيراكروز خلال فترة الاستعمار الأسباني، وهي أقدم وأكبر ميناء في المكسيك ومن أهمها تاريخًيا.
وصل المستكشف الإسباني هيرنان كورتيز إلى المكسيك في 22 أبريل 1519، أسس المدينة هنا وأطلق عليها اسم «فيلا ريكا دي لا فيرا كروز» أو «مدينة الصليب الحقيقي الغنية»، مشيرا إلى الذهب في المنطقة وكرسها للصليب الحقيقي، لأنه حط يوم الجمعة العظيمة، وهو يوم الصلب. كانت أول مستوطنة إسبانية في بر القارة الرئيسي يستلم شعار نبالة. سكنت هذه المدينة أكبر طبقة تجارية خلال الفترة الاستعمارية، وكانت في أحيان أثرى من العاصمة مكسيكو سيتي. جذبت ثراوتها غارات القراصنة في القرن السابع عشر، وبنيت ضدهم تحصينات مثل حصن سان خوان دي أولوا. في القرن التاسع عشر وأوائل القرن العشرين، تم غزو فيراكروز في مناسبات مختلفة من قبل فرنسا والولايات المتحدة؛ احتلت القوات الأمريكية المدينة لمدة سبعة أشهر خلال عام 1914 في قضية تامبيكو. في أغلب سنوات القرن العشرين، كان إنتاج النفط مهما لاقتصاد الولاية، ولكن عاد الميناء في القرن العشرين والقرن والحادي والعشرين ليصبح المحرك الاقتصادي الرئيسي. وقد أصبح الميناء الرئيسي لمعظم واردات المكسيك وصادراتها، خاصة بالنسبة لصناعة السيارات.
تملك فيراكروز مزيجا من الثقافات، ومعظمها من السكان الأصليين والمهاجرين الإسبان والأفارقة الكوبيين. ويظهر تأثيرهم في الطعام والموسيقى في المنطقة.